# Lau Lebah
Lau Lebah is een bestuurslaag in het regentschap Dairi van de provincie Noord-Sumatra, Indonesië. Lau Lebah telt 610 inwoners (volkstelling 2010).